# Aeropuerto de Sentani

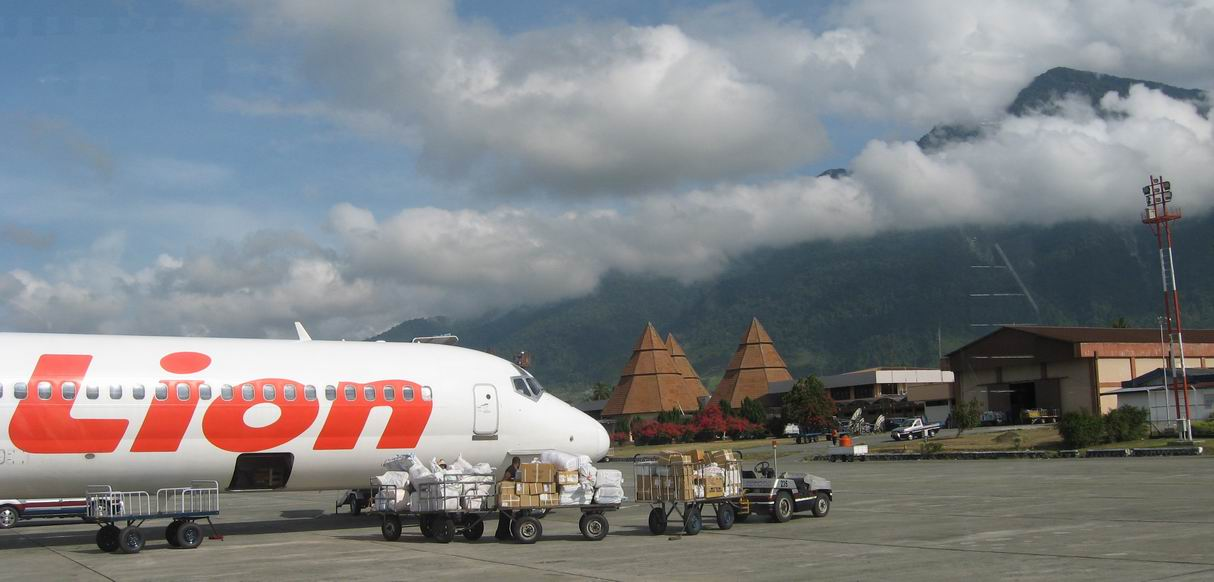
MD-83 de Lion Air estacionado en el aeropuerto Sentani de Jayapura

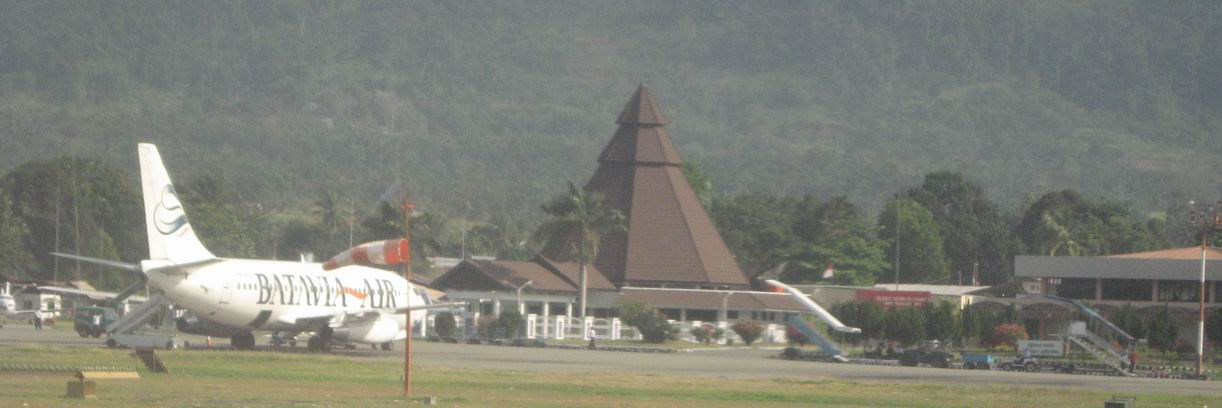
B737-200 de Batavia Air estacionado en el aeropuerto Sentani de Jayapura

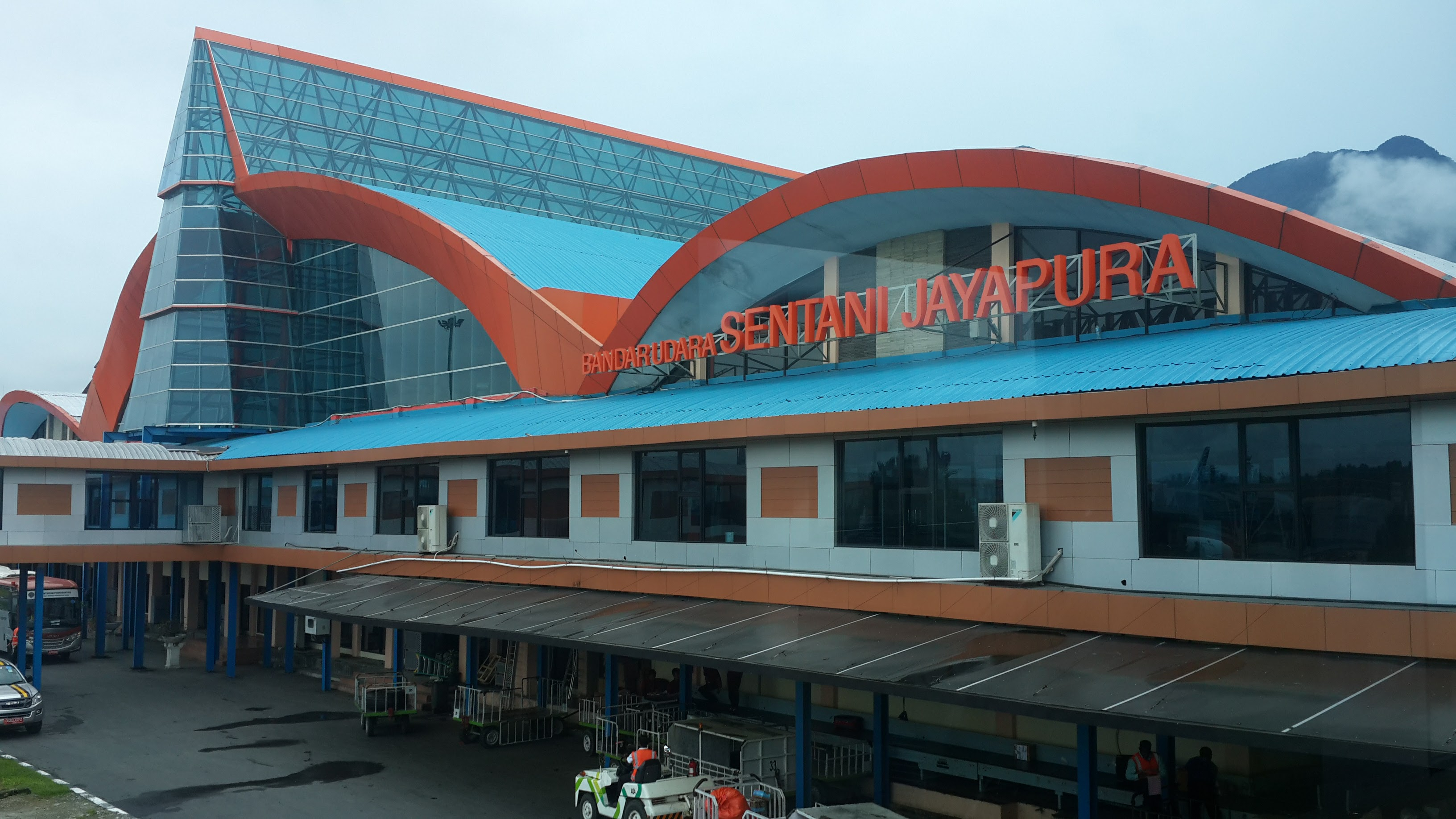
Área de la terminal del aeropuerto de Sentani

El Aeropuerto Internacional de Sentani (en  indonesio: Bandar Udara Internasional Sentani) (IATA: DJJ, OACI: WAJJ), es un aeropuerto que sirve a Jayapura, la capital de la provincia de Papúa, Indonesia, en la isla de Nueva Guinea. Está ubicado en la ciudad del distrito de Sentani, aproximadamente a 40 km del centro de Jayapura. El nombre 'Sentani' se toma de un  lago cercano. Es el aeropuerto más oriental de Indonesia, el aeropuerto más grande de Papúa y el centro neurálgico de las zonas rurales de Papúa, y anteriormente fue un «aeropuerto especial de Clase 1».

## Historia
El Aeropuerto Sentani formaba parte de las grandes instalaciones estadounidenses en Hollandia, ahora Jayapura, que fue liberada de los  japoneses durante la Segunda Guerra Mundial por un grupo de trabajo anfibio  estadounidense llamado Operation Reckless el 22 de abril de 1944.
El área fue ocupada por los japoneses en abril de 1942 y para el 10 de octubre de 1943 ya habían construido un gran complejo con dos pistas: una pista occidental de 4500 pies y una segunda pista sur era de 6200 pies x 340 pies. Había 24 bombarderos grandes y alojamientos tipo búnker para ellos al oeste de la pista de aterrizaje, así como 27 adicionales al este del campo, conectados por  pistas de rodaje entre ambas pistas. Las defensas antiaéreas incluían 4 cañones ligeros que luego se actualizaron. Los campos de aviación estaban gravemente afectados por los bombardeos estadounidenses.
Una vez controlados por los estadounidenses, los aeródromos fueron reconstruidos y se convirtió en una base de comando y control con un gran número de unidades operativas que volaban en misiones de combate con cazas y bombarderos pesados que operaban fuera del área. Las instalaciones de los Estados Unidos consistían en tres grandes campos de aviación militares: Hollandia, Sentani y Cyclops.
Al final de la guerra, el aeródromo Hollandia fue abandonado y hasta principios de la década de 2010 fue recuperado por un crecimiento excesivo de la naturaleza. Las últimas imágenes aéreas de esta área ahora muestran un gran proyecto de desarrollo de viviendas en curso en ese lugar. El aeródromo Cyclops, que era una instalación de pista única al noreste del aeródromo de Sentani y originalmente construido por los japoneses, también fue abandonado y ahora es parte de la ciudad de Sentani. Este campo es notable porque funcionó como la sede de  MacArthur en Hollandia.
El campo de aviación de Sentani es la única parte del complejo que todavía se utiliza como aeródromo en la actualidad. Se utiliza como el punto de entrada principal en la mitad indonesia de la isla de Papúa. Desde el 1 de enero de 2019 asumió el control de PT Angkasa Pura I (Persero).

### Principales unidades de USAAF estacionadas en Hollandia
- 308.ª Ala de bombardeo (10 de agosto-22 de octubre de 1944)
- 310.ª Ala de Bombardeo (6 de mayo-18 de septiembre de 1944)
- 85.ª Ala de caza (24 de julio-24 de octubre de 1944)
- 3.º Grupo de bombardeo (12 de mayo-16 de noviembre de 1944)
- 312.º Grupo de Bombardeo (junio-19 de noviembre de 1944)
- 49.º grupo de caza (17 de mayo-5 de junio de 1944)[2]
- 475.º Grupo de caza (15 de mayo-14 de julio de 1944)
- 317.º Grupo de transporte de tropas (junio-17 de noviembre de 1944)
- 418.º Night Fighter Squadron (12 de mayo-28 de septiembre de 1944)

## Instalaciones
El aeropuerto se encuentra a una altitud de 289 pies (88 m) sobre el nivel medio del mar. Tiene una pista designada 12/30 con una superficie de asfalto que mide 3000 por 45 metros (9843 pies x 148 pies). El aeropuerto de Sentani tiene tres puentes aéreos.

## Líneas aéreas y destinos

### Pasajeros
| Aerolíneas          | Destinos                                                      |
| ------------------- | ------------------------------------------------------------- |
| Batik Air           | Yakarta–Soekarno–Hatta, Makassar                              |
| Citilink            | Makassar                                                      |
| Garuda Indonesia    | Yakarta–Soekarno–Hatta, Merauke, Timika                       |
| Lion Air            | Biak, Makassar, Merauke, Sorong, Timika                       |
| Sriwijaya Air       | Biak, Yakarta–Soekarno–Hatta, Makassar, Nabire,Sorong, Timika |
| Super Air Jet       | Sorong, Manokwari                                             |
| Trigana Air Service | Dekai, Serui, Oksibil, Tanah Merah, Timika, Wamena            |
| Wings Air           | Nabire, Timika, Wamena                                        |

### Carga
| Aerolíneas          | Destinos |
| ------------------- | -------- |
| Cardig Air          | Wamena   |
| Asia Cargo Airlines | Wamena   |

El aeropuerto sirve como el principal puerto de entrada a la isla de Nueva Guinea de Indonesia. El tráfico aéreo se divide aproximadamente entre vuelos que conectan a destinos dentro de la provincia de Papúa y vuelos que conectan Papúa con otras partes de Indonesia.
El aeropuerto de Sentani también es la base principal de varias organizaciones de aviación, entre ellas Associated Mission Aviation, Mission Aviation Fellowship, YAJASI y Tariku Aviation.

### Vuelos nacionales
| Biak        | Aeropuerto Internacional Frans Kaisiepo    | Lion Air, Sriwijaya Air                                             |
| Yakarta     | Aeropuerto Internacional Soekarno-Hatta    | Batik Air, Garuda Indonesia, Lion Air (via UPG), Citilink (via UPG) |
| Manokwari   | [[Aeropuerto de Rendani]                   | Super Air Jet                                                       |
| Makassar    | Aeropuerto Internacional Sultan Hasanuddin | Batik Air, Lion Air, Citilink, Sriwijaya Air                        |
| [[Sorong]   | Aeropuerto de Domine Eduard Osok           | Super Air Jet, Sriwijaya Air, Lion Air                              |
| Wamena      | Aeropuerto de Wamena                       | Trigana Air e Wings Air                                             |
| Serui       | Aeropuerto de Stevanus Rumbewas            | Trigana Air                                                         |
| Tanah Merah | Aeropuerto de Boven Digoel                 | Trigana Air Service                                                 |
| Timika      | Aeropuerto de Mozes Kilangin               | Lion Air e Sriwijaya Air                                            |
| Nabire      | Aeropuerto de Douw Aturure                 | Sriwijaya Air e Wings Air                                           |
| Oksibil     | Aeropuerto de Oksibil                      | Trigana Air                                                         |
| Dekai       | Aeroperto de Nop Goliat Dekai              | Trigana Air Service                                                 |
| Merauke     | Aeropuerto de Mopah                        | Garuda Indonesia e Lion Air                                         |

## Mejoras en las instalaciones del aeropuerto
En octubre de 2012, el Ministerio de Transporte anunció planes para extender la longitud de la pista del aeropuerto hasta 3000 metros, agregar una calle de rodaje paralela y ampliar la terminal de pasajeros para acomodar  fingers para embarcar y desembarcar pasajeros. A finales de 2015, el aeropuerto incorporó todas las mejoras mencionadas anteriormente.

## Higiene cultural
A diferencia de las terminales de aeropuerto típicas de todo el mundo, el aeropuerto de Sentani tiene carteles que dicen Dilarang makan pinang
que traducido significa que «El consumo de  nueces de betel está prohibido» publicado en las paredes de toda la terminal. Una visión que a menudo atrae la atención de los viajeros extranjeros y que se publicaron a fines de la década de 2000 como la respuesta de la administración del aeropuerto a las tendencias de la población local de masticar  nueces de areca y luego eliminar residuos rojos (causados por la masticación) al escupir en terrenos públicos, dejando manchas desagradables en el suelo.